# ذاكرة الكآبة (رواية)

## ذاكرة الكآبة
"ذاكرة الكآبة" هي سيرة ذاتية كتبتها ماريا تيريثا ليون في روما، ونُشرت في بوينس آيرس عام 1970.

## السياق
تُعَدُّ هذه المذكرات جزءًا مما يُعرف بـ "أدب المنفيات"، وهو أدب يركّز على الذكريات والتجارب الشخصية بشكل خاص. وقد عبّرت فيه عدد من الكاتبات عمّا عشنه، وهنّ على وعي بأنهنّ حاملات لذاكرة تلك الأحداث. ومن بين هذه الأعمال: من برشلونة إلى بريتاني الفرنسية (1939) للويزا كارنيس، الخروج: يوميات لاجئة إسبانية (1940) لسيلفيا ميسترال، سفينة محمّلة بـ... (1972) لسيسيليا خ. دي خيّلارتي، الشياطين الطليقة (1975) لمادا كارينيو، المنفى الأول (1978) لإرنستينا دي شامبورسين، ذكريات منطوقة، ذكريات مسلّحة (1990) لكونتشا مينديث، قبل أن يفوت الأوان لكارمن بارغا، وأعمال المناضلة الاشتراكية أورورا أرنايث، وصورة بالكلمات للويسا خوليان.
كتبت ماريا تيريثا ليون هذه المذكرات في آخر منفاها، منفاها في روما. كانت تبلغ الرابعة والستين من عمرها وتشعر بأنها امرأة مسنّة. وقد قورنت هذه المذكرات بعمل زوجها رافائيل ألبرتي البستان المفقود، الذي كان رفيق حياتها لمدة ستين عامًا، ومن الطبيعي أن يكونا قد تشاركا الذكريات والتجارب ذاتها.

## الحبكة
تستعيد ليون في هذه المذكرات محطات بارزة من حياتها، مثل عملها مديرة لفرق مسرح المركز، التي كان هدفها تقريب المسرح من مختلف الجبهات أثناء النزاع، وتوليها منصب أمينة "تحالف المثقفين المناهضين للفاشية"، الذي ضم شخصيات بارزة مثل خوسيه بيرغامين، لويس ثيرنودا، رامون خ. سيندر، وماكس أوبي، وغيرهم كثير. كما تشير إلى المخاطر التي واجهتها أثناء مشاركتها في إنقاذ التراث الفني لمتحف برادو، ومدينة طليطلة، ودير الإسكوريال، ضمن هيئة مصادرة الكنز الفني. وعلى الرغم من جهودها في المقاومة، لم تستطع أن تمنع المعاناة التي لحقت بها وبغيرها من الجمهوريين بعد انتهاء الحرب. وفي عام 1939، بدأ منفاها بين فرنسا والأرجنتين وإيطاليا.
تتشابك المشاهد التي تتكوّن منها القصة في تعاقب زمني ومكاني غير خطي، بل متداخل، على نحو يشبه آليات الذاكرة العشوائية. وهذه التجزئة الظاهرية تكشف في جوهرها عن نسيج عميق موحّد يدعم سردها. ويسمح لها الترابط الحر للأفكار بمزج أزمنة وتجارب متعددة، فتتداخل أحداث الجمهورية والحرب الأهلية مع استحضار أجواء أسرتها في الطفولة وسنوات التكوين. كما تستعيد تجاربها الأولى في مرحلة البلوغ، وسط بيئة اجتماعية شديدة التقييد على النساء، ونضالها المستمر للحفاظ على كرامتها في سياقات تاريخية معقدة.
كثيرًا ما تستخدم ليون في سردها ضمير الغائب، خاصة في الأجزاء التي تتعلق بطفولتها وشبابها، حيث تشير إلى نفسها بعبارة "الفتاة" أو "الطفلة"، مبرزة تطورها منذ الصغر حتى أصبحت مدافعة حازمة عن مبادئها. وتستحضر ذكريات شخصية تساعد على فهم كآبتها وخوفها من المجهول ومن مكان موتها. وتحفّز كلماتها القارئ على التأمل في شعورها بالاقتلاع والحنين خلال سنوات المنفى الطويلة. ومن روما، حيث كتبت هذا العمل، ظلت تتابع باهتمام واقع وطنها المفقود، تراقب الحاضر دون أن تشارك فيه. وبرغم ذلك، تمسكت بقوة بقناعاتها السياسية والجمهورية، مواصلة الدفاع عن القيم التي ناضلت من أجلها طوال حياتها.